# Obereopsis eisentrauti
Obereopsis eisentrauti är en skalbaggsart som beskrevs av Stefan von Breuning 1964. Obereopsis eisentrauti ingår i släktet Obereopsis och familjen långhorningar. Inga underarter finns listade i Catalogue of Life.